# Осипов, Валентин Владимирович
Осипов Валентин Владимирович (20 мая 1952, Вильнюс — 13 июля 2021, Кривой Рог, Днепропетровская область) — советский и украинский тренер по гандболу. Заслуженный тренер УССР (1988).

## Биография
Родился 20 мая 1952 года в Вильнюсе.
В 1977 году окончил Николаевский педагогический институт.
После окончания института работал в городе Кривой Рог. Тренер в ДЮСШ № 4: в 1996—2012 годах — директор.
В 1994—1995 годах — тренер женской гандбольной команды «Олимпик» (Кривой Рог). В 2001—2007 годах — председатель гандбольного клуба «ВИКАМ» (Кривой Рог). В 2007—2011 годах — начальник женской гандбольной команды мастеров «Смарт» (Кривой Рог). В 2011—2014 годах — глава женской женского гандбольного клуба «Спарта» (Кривой Рог). Среди воспитанников Тамила Олексюк и Елена Цыгица.
Умер 13 июля 2021 года в городе Кривой Рог Днепропетровской области.

## Награды
- Заслуженный тренер УССР (1988).